# محمد علی عبدالکریم
محمد علی عبدالکریم (انگلیسی: Mohamed Ali Abdel Kerim؛ زادهٔ ۱ دسامبر ۱۹۲۷) وزنه‌بردار اهل مصر بود.